# Sericoptera area
Sericoptera area là một loài bướm đêm trong họ Geometridae.